# Нижнедонской
Нижнедонской — посёлок в Октябрьском районе Ростовской области. 
Входит в состав Краснолучского сельского поселения.

## География

### Улицы
| - ул. Восточная, - ул. Дружбы, - ул. Заречная, - ул. Клубная, - ул. Ленина, - ул. Мелиховская, - ул. Молодёжная, | - ул. Набережная, - ул. Нагорная, - ул. Подгорная, - ул. Садовая, - ул. Школьная, - ул. Юбилейная - пер. Центральный. |

## История
В 1987 году указом ПВС РСФСР поселку центральной усадьбы совхоза «Придонский» присвоено наименование Нижнедонской.

## Население
| 2010 |
| ---- |
| 1167 |